# Kevin (Montana)
Kevin es un pueblo ubicado en el condado de Toole en el estado estadounidense de Montana. En el Censo de 2010 tenía una población de 154 habitantes y una densidad poblacional de 162,9 personas por km².

## Geografía
Kevin se encuentra ubicado en las coordenadas 48°44′44″N 111°57′57″O / 48.74556, -111.96583. Según la Oficina del Censo de los Estados Unidos, Kevin tiene una superficie total de 0,95 km², de la cual 0,89 km² corresponden a tierra firme y (6.03%) 0,06 km² es agua.

## Demografía
Según el censo de 2010, había 154 personas residiendo en Kevin. La densidad de población era de 162,9 hab./km². De los 154 habitantes, Kevin estaba compuesto por el 98,7% blancos, el 0,65% eran afroamericanos, el 0,65% eran amerindios, el 0% eran asiáticos, el 0% eran isleños del Pacífico, el 0% eran de otras razas y el 0% pertenecían a dos o más razas. Del total de la población el 0,65% eran hispanos o latinos de cualquier raza.